# أحمد لي (مانيسا)
أحمد لي (بالتركية: Ahmetli)‏ هي بلدة ومُديريَّة تقع في ولاية مانيسا بتركيا. تصل مساحتها إلى 297.59 كم²، وترتفع عن سطح البحر حوالي 501 م.